# محمد نامي
محمد صالح نامي ، من مواليد 1984 في المدينة المنورة
بدأ مسيرته الكروية مع نادي الأنصار السعودي في عام 2003 م حتى عام 2007، وهو العام الذي انتقل فيه إلى نادي الهلال السعودي عن طريق عضو شرف نادي الهلال الأمير فيصل بن سعود.
كان نامي لاعب وسط قبل انتقاله للهلال لكن بعد انتقاله أصبح ظهيرا أيمن
كانت أولى مشاركاته الدولية مع المنتخب السعودي في موسم 2009 وكانت أولى مبارياته الدولية الرسمية مع المنتخب السعودي كانت ضد المنتخب الإيراني لكرة القدم في طهران، المباراة انتهت بفوز للمنتخب السعودي، وقد حصل محمد نامي في تلك المباراة على جائزة أفضل لاعب في المبارة.
وكان نامي قد استهل رحلته الكروية مع الأنصار وتدرج في فئتي الناشئين والشباب وانتقل بعدها إلى الهلال.